# Винсент ван Гог
Винсент Вилем ван Гог (хол. Vincent Willem van Gogh; Зиндерт, 30. март 1853 — Овер сир Оаз, 29. јул 1890) био је сликар холандског порекла.  Један је од тројице највећих сликара постимпресионизма и један од најцењенијих сликара уопште.
Његова дела су запажена по својој грубој лепоти, емотивној искрености и храбрим бојама, те је захваљујући томе постао један од водећих уметника 19. века. Након дугог и болног проблема са анксиозношћу и учесталим проблемима менталних болести, умро је од прострелне ране метком у својој 37. години. Опште је прихваћено мишљење да је извршио самоубиство, иако пиштољ из кога је пуцано, никада није пронађен. Његов рад је за време његовог живота био познат само неколицини људи, а само пар га је ценило и поштовало. Највећа подршка је ипак била породица, дакле рођени брат Тео је био највећи ослонац сликара, што сведоче многе преписке кроз писма. Према одређеним изворима се претпоставља, да је за живота продао свега једну слику, ауторски рад, иако је у одређеном периоду био запослен као продавац репродукција, али и дела других аутора, у продајној галерији, где је имао прилику детаљно да истражи, а затим и у писмима брату до детаља опише своје импресије дела великих аутора сликарства, који су своју славу стекли пре него што је он могао можда да наслути успех својих дела, где се у стилу писања препознаје изузетан интелект и истанчан укус, затим велика љубав према уметности.
Интересовао се за теорију перцепције боја и неоимпресионизма. Међутим, он је срушио неоимпресионистичка правила и идеје и то је заправо темељ његове јединствене технике цртања кратким и многобројним потезима четкице. Њему су се свиђале неоимпресионистичке идеје, али сами неоимпресионисти му се нису допадали због њиховог понашања и претеране визуелне објективности. Ван Гог је, за разлику од њих, увек давао неко скривено значење својим делима и тражио га је у туђим.
Ван Гог је почео да црта као дете, а наставио је кроз године када је одлучио да ће бити уметник. Сликањем се почео бавити тек у касним двадесетим годинама, а многе од његових најпознатијих дела је завршио последње две године свог живота. Он је 1886. отишао из Холандије у Париз и своја дела је излагао тамо. Током боравка у Паризу, престао је да слика озбиљне и окренуо се сликању ведријих тема веселијим бојама. Године 1888. Ван Гог се преселио у Арл, у ком су настала његова најлепша дела. Тај градић је био права инспирација за уметника и то представља место у ком је живео скромно и срећно сликао. За нешто више од деценију, створио је више од 2100 дела, укључујући скоро 900 уља на платну и више од 1300 акварела, цртежа, скица и графика. Његов рад обухвата аутопортрете, пејзаже, мртву природу и портрете, а најчешћи мотиви су чемпреси, поља пшенице и сунцокрети. Позивно оцењивање и популарност његових уметничких дела порасло је након уметникове смрти.

## Биографија
Ван Гог је био син протестантског свештеника, а и он сам је неко време био проповедник.
Ван Гог је седам година био запослен у Хагу, а затим је послан у подружницу Гоупила у Лондону (1873—1876). У тој је трговини слика добио не само увид у сликарство, већ се и сам заинтересовао за сликање, те је настојао да постане сликар. Први Ван Гогхови цртежи настају под утицајем идеалиста Мијеа у Белгији. Године 1881, упознаје се са сликаром Маувеом, и овај познати сликар му даје подршку, упућује га и први му даје савете како би требало приступити ликовним решавањима.
Након кратког боравка у Хагу одлази у Брабант. У његовом се ликовном изразу тада почиње све више и све јасније да долази до изражаја значајна црта хуманитарне занесености. Гог се страствено обраћа приказивању живота сељака и радника, који се пате и муче на својој земљи, да би јој у својој беди истргли насушни хлеб. У томе раздобљу ради тамне мале слике, готово све у црном. Те су слике бледе, изражајне, а уз то бруталне до карикатуре. Сви су ти ликови суморни, и они нацртани и они насликани. Сликала их је и цртала свест осетљиве ћуди, која је у животу од раног доба осећала изолацију и тескобу и проживљавала кризе. Усред свих тих криза и протусловља Гог се одлучује да се упорно и страствено посвети сликарству.
Ван Гог читаво време страствено црта као фанатични аутодидакт који истовремено и тражи и прима савете са свих страна. Штавише, три месеца борави на академији у Антверпену, да би надокнадио своје недостатке у цртању. Међутим његова немирна природа га је подстакла да оде у Париз, где је живео његов брат Тео. Почетком 1886. долази у Париз и постаје Кормонов ђак, те у ове четири године до смрти Ван Гог доживљава своју велику еволуцију. Већ 1887. његова се палета радикално мења. У односу на пређашњи суморни приступ, чини се та промена као регенерација. Очитују се значајке арабеске у свежим отвореним бојама, форма постаје декоративна уз потцртани графизам. Ван Гог тражи синтезу у поједностављењу. Нови Ван Гогов приступ се испољава све јаче и снажније: искључују се сенке и свестрана моделација. Он примењује чисту отворену скалу боја, а облике контурира тамном бојом. Године 1888, ствара готово слику за сликом и долази до промене његове палете боја.
Гоген је стигао у Арлес на позив ван Гога у октобру 1888, да би се оживотворио дугогодишњи сан многих сликара о томе како би се окупили на заједничком раду у природи. Врло брзо се показало, да између њих постоје непремостиве супротности: то је отишло тако далеко, да је једне ноћи у дискусији Ван Гог у свом неуравнотеженом стању навалио на Гогена да га закоље. Међутим, довољан је био је само један Гогенов поглед, да се Ван Гог освести и да намах сам себе казни. Реже бритвом властито уво и односи га блудницама у јавну кућу, те пада у тежак и болан грч епилептика. Гоген одлази за Париз, а Ван Гог у психијатријску болницу. Свестан је да је у лудници, али између појединих наступа страствено ради - његове боје као да су добиле још више на интензитету. Без предаха слика и црта. Ради манијакално, сулудо, дивље. Радом настоји надвладати и само лудило, те своје кризе што се периодични понављају. Код њега се измјењују часови луцидности с тешким клонућима.

Дана 8. маја 1889. долази у Сен Реми у Прованси на болничко лечење. За годину дана је урадио 150 слика. Тамо је почео сликати чемпресе и маслине, а настала је још једна чувена слика Звездана ноћ. Свом је брату Теу написао: 
Вечно је питање, је ли нам дано да пре смрти спознамо само једну хемисферу. Што се мене тиче, одговора нема, али звезде ме увек подстичу на размишљање.
Године 1890, сели се у Овер сир Оаз на лечење код др. Пола Гашеа како би био ближе свом брату. Први утисак Ван Гога о др. Гашеу био је: „мислим да је болеснији од мене, или можемо рећи једнако“. Претпоставља се да је др Гаше лечио ван Гога биљком црвеним напрском, с којом је Ван Гог и насликао лекара, а данас се сматра да је та биљка можда и деловала на сликареву перцепцију жуте боје, с обзиром да пацијенти који се њоме лече виде све око себе жућкасто. Осим тога сумња се такође да су га мучиле шизофренија и манична депресија, које такође утичу на перцепцију стварности и расположење. У овом периоду је радио једну слику дневно.
Вероватно је једна од последњих његових слика Пшенична поља с вранама или Житно поље с гавранима. У 37. години, 27. јула, депресиван, узнемирен, у тренутку паничног предосећаја страве пред новим наступом узима револвер, који је увек носио да се брани од шумских животиња. У пољу крај пута наслања се на дебло које је сликао и одапиње оружје. Умире након два дана у свом кревету. Сахрањен је у Овер сир Оазу уз свог брата Та који је преминуо 6 месеци касније.
Слика Сељанка у соби из његовог раног холандског периода (март 1885) налази се у Народном музеју Србије.
| Хронологија ван Гоговог живота |
| --- |
| - 1853. рођење Винсента Ван Гога. У холандском селу парохије Грот-Зундерт (северни Брабант) . Био је прво дете од шесторо деце Теодора ван Гога и његове супруге Ане Корнелије. Име је добио по мртворођеном детету, рођеном на исти дан годину дана раније. - 1857. рођење Винсентовог брата Теодора (познатији као Тео). - 1861. похађа сеоску школу у Зундерту. - 1864. примљен је у интернат у Зевенбергену. Тамо учи француски, енглески, немачки и вежба цртање. - 1866-1868. борави у интернату у Тилбургу. - 1868. напушта школу и враћа се у Зундерт. - 1869. одлази у Хаг, где се запошљава у фирми која продаје уметничка дела (Гупил). Тамо много чита и посећује музеје. - 1872. посећује брата Теа у Хагу. Те године почиње њихова богата преписка. - 1873. први пут посећује Париз, којим је очаран. У Лондон је премештен због посла. Тамо се заљубљује у Урсулу, ћерку своје газдарице. Њено одбијање у њему изазива и убрзава кризу личности. - 1874. води усамљени живот, показује слабо интересовање за посао. Много чита и то претежно религиозну литературу. Ујак га пословно премешта у Париз, како би променио његово расположење на боље. - 1875. у Паризу и даље занемарује посао. Посећује музеје и галерије. - 1876. даје отказ код Гупила. Одлази су Ремзгејт код Лондона где, у замену за смештај и храну, ради као допунски учитељ. Касније се истим тим послом бави и у Ајлворту (у предграђу Лондона), учећи за проповедника, са жељом да се посвети проповедању јеванђеља међу сиромашнима. По повратку кући, забринути за њега, родитељи га спречавају да се врати у Лондон. - 1877. почиње да ради у књижари у Дордрехту. И даље живи усамљенички, често одлази у цркву и преводи делове Библије на различите језике. Такође и црта. Одустаје од Теолошког факултета. - 1878. следи свој проповеднички позив и одлази у Боринаж, белгијску рударску област у близини француске границе. Тамо живи у крајњој беди, посећује болесне и рударима чита Библију. - 1879. добија шестомесечну дозволу да буде проповедник. Помаже рударима, забринут за њихове животне услове. Занимање за сиротињу му је отежало продужење уговора. Ипак, неко време остаје да приповеда без прихода. Мада и сам живи у крајњој беди, помаже сиромашнима и болеснима. Пролази кроз дубоку кризу личности која ће одрадити његов будући живот. Једно време престаје да пише брату Теу, јер га је критиковао око избора његовог занимања. - 1880. Винсент Теу кроз писма описује своје тешко анксиозно стање, као и грозничаве црте рударског амбијента. Крајем године одлази на Уметничку академију у Бриселу. - 1881. Сусрет са Теом у Етену, да би разговарали о његовој будућности уметника. На лето се, несрећно заљубљује у своју рођаку Кејт, која је тек постала удовица и налази се у посети са својим дететом родбини. Крајем године, она одбија његову просидбу. Да би показао своју решеност, Винсент пред родитељима ставља руку у пламен лампе. Конфликти са оцем око његове превелике жеље да ожени Кејт и екстремних верских уверења га наводе да напусти Етен. - 1882. Сели се у Хаг. Мов га подучава сликарству, док му Тео шаље нешто новца. Упознаје проститутку и алкохоличарку Марију Хорник звану Син. Она је трудна, па се он о њој брине, а успут му је и модел. Средином године је лечен од гонореје. Изражава жељу да ожени Син, упркос противљењу породице и пријатеља. Одлазе у Лајден да се она породи, а Винсент тражи стан за будућу породицу. Све време црта и слика. Његови модели су обични људи, људи из старачких домова и Син са бебом. - 1883. Болно раскида везу са Син са којом је живео годину и по дана. Одлази на сверу, у Дрент, где чамцем путује до Новог Амстердама. Ствара дела са мотивима сељака који напорно и тешко раде. Узима часове певања и клавира. Родитељи, прелазећи поред његовог ексцентричног одевања и несвакидашњег понашања, желе да му помогну и дозвољавају му да направи атеље у помоћним просторијама. - 1884. Винсентова мајка ломи ногу, па се он брине о њој са пуно љубави. Даје часове сликања у Ајндховену. Мотиви на сликама: сељаци и ткачи у послу и пејзажи. - 1885. умире му отац. Винсент је сломљен. Настаје слика „Људи који једу кромпир“, кључни рад из холандског периода. Католички свештеник забрањује мештанима да позирају Винсенту. Црта мртве природе са кромпирима и птичијим гнездима. Сели се у Антверпен. Лутајући градом, проналази и купује неколико јапанских дрвореза. - 1886. почиње да похађа Академију лепих уметности. Због слабе исхране, превише рада и много дувана, месец дана болује. Одлази у Париз. Тео му пружа смештај. Упознаје импресионисте. Боје у његовој палети постају светлије, а у стилу поентилиста, слика ведуте Париза. Отвара и свој атеље. Постаје пријатељ са Гогеном. Због Винсентове тешке нарави, однос са братом постаје све затегнутији. Како пише сестри, живот са Теом му је „готово неподношљив“. - 1887. Винсент среће Бернара у продавници боја код Тангија. У расправи са Бернаром и Гогеном, Винсент не прихвата импресионизам као последњи стадијум у развоју свог сликарства. Купује јапанске дрворезе и ради сопствене, често посећује кафану. - 1888. одлази у Арл, привучен јаком светлошћу југа и топлином боја. Мотиви: цвеће и дрвеће у цвату, који га подсећају на јапанске пејзаже. Жели да оствари свој сан о сликарској комуни. На лето постаје пријатељ са сеоским поштаром Жозефом Руленом и слика његов портрет. У овом периоду настаје и серија његових слика са мотивом сунцокрета. На упорне Винсентове позиве, Гоген коначно долази у Арл и њих двојица живе заједно. Долази до свађа, а њихов однос се толико погоршава после два месеца заједничког живота, да Винсент напада Гогена оштрицом бријача, а када овај побегне, одсеца ресу свог левог уха. Одсечени део умотава у новинску хартију и носи га на поклон проститутки Рахели. Завршава у болници. Долази и Тео. Верује се да су епилепсија, дипсоманија и схизофренија узрочници болести. - 1889. у писмима Теу из болнице говори да се осећа боље. Враћа се у „жуту кућу“. Пати од несанице, али пише охрабрујућа писма мајци и сестри. Слика два аутопортрета са завијеним ухом. Другог месеца те године, због несанице и учесталих халуцинација. После пар месеци, Винсент поново слика и шаље теу два сандука пуна ремек-дела. Средином године, на свој захтев, одлази у азил поред Сен-Ремија. Дозвољено му је да слика напољу под надзором чувара. Крајем јуна слика чемпресе. У јулу, после посете Арлу, добија озбиљан напад. Неко време је у несвести а памћење му је оштећено. Његово стање је променљиво. За време једног каснијег напада те године, покушава да прогута боје. - 1890. има изложбу у Бриселу. Теу пише да се никад није осећао смиреније. Те године, купљена је једина његова продата слика за живота, „Црвени виноград“. Одмах после тога добија још један тежак напад. Након последње кризе посећује Теа и његову породицу у Паризу. Потом одлази у Овер, где се настањује. Неко време живи у крчми Сен Обен, затим у кафеу породице Раво. Тео је одабрао Овер јер је ту живео доктор Гаше, сликар аматер и пријатељ импресиониста, који пристаје да брине о Винсенту. Он се диви Винсентовој уметности и они постају добри пријатељи. Штавише, проводи један од викенда у кући доктора Гашеа заједно са братовљевом породицом. Јавља му се мотив поља под олујним небом. 23. јула пише своје последње писмо. 27. јула излази поподне, а враћа се касно ноћу. Господин и госпођа Раво примећују да има велике болове док лежи у својој соби. Винсент признаје да је пуцао себи у груди. Гаше га превија и обавештава Теа. 29. јул проводи цео дан у кревету, пушећи лулу. Умире током ноћи, а наредног дана га сахрањују на гробљу у Оверу. Сахрани присуствује, поред Теа и Гашеа, неколицина пријатеља из Париза, међу њима Бернар и Танги. |

## Ван Гогов рад
Сликао је рударе тамним мркозеленим бојама. После кратке париске импресионистичке фазе када расветљава палету и напушта социјалне теме, Ван Гог одлази у Арл, на југу Француске, где започиње његов арлезијски период. Копирао је Милеа, Гогена и Лотрека.
Озбиљнију активност почео је у 27. години цртежима, а у 28. години је почео да слика.
Интензивно је користио црвену и зелену боју и поводом своје слике Кафана ноћу пише свом брату Теу у Паризу:
| „ | Соба је крвавоцрвена и тамножута, у средини је зелени билијар и четири светиљке лимунове боје, које бацају наранџастозелену светлост. Свуда се боре најразличитије зелене и црвене боје: у ситним ликовима протува које спавају, у празној и жалосној соби... Покушао сам да црвеним и зеленим изразим страшне страсти људске душе. | ” |

Ван Гог је цртао и сликао са воденим бојама док је био у школи — мада је мали број тих слика сачуван, а и ауторство је довођено у питање за неке од њих. Кад се посветио уметности као одрасла особа, он је почео на елементарном нивоу, копирајући Cours de dessin, курс цртања које је уредио Шарл Барг. У току две године он је почео провизије. Пролећа 1882, његов ујак, Корнелис Маринус, власник добростојеће галерије савремених уметности у Амстердаму, затражио је од њега цртеже Хага. Ван Гогов рад није задовољио очекивања његовог ујака. Маринус му је понудио други посао, овог пута дајући детаљан опис предмета, али је још једном био разочаран резултатом. Упркос тога, Ван Гог је истрајао. Он је побољшао осветљење свог студија инсталирањем разних шалона и експериментисао је са мноштвом материјала за цртање. Више од годину дана је радио на појединачним личностима – високо разрађење студије „црном и белом“, којима је у то време зарадио само критике. Данас, они су признати као његова прва ремекдела.
Почетком 1883, он је почео да ради на композицијама са више фигура, које је он базирао на својим цртежима. Он је неке од њих фотографисао, али када је његов брат је напоменуо да им недостаје живост и свежина, он је уништио те фотографије и окренуо се сликарству уљаним бојама. До јесени 1882, његов брат му је финансијски омогућио да заврши своје прве слике, али је сав новац убрзо био потрошен. Пролећа 1883, Ван Гог се обратио реномираним уметницима Хашке школе, као што су Вејсенбрух и Бломерс, и добио је техничку подршку од њих, као и од сликара Де Бока и Ван дер Вила. Када се преселио у Нуенен, након периода у Дренту, он је почео рад на неколико слика великих димензија, али их је потом уништио. Људи који једу кромпир и њени пратећи комади – Стара кула на Нуенен гробљу и Колиба – су једине сачуване слике. Након посете Рајксмузеуму, Ван Гог је био свестан да су многе од његових мана последица недовољног техничког искуства. Стога је новембра 1885. отишао за Антверпен и касније за Парис да учи и развија своју технику.
Након упознавања са импресионистичким и неоимпресионистичким техникама и теоријама, Ван Гог је отишао у Арлс да развије те нове спознаје. Међутим убрзо су се старе идеје о уметности и раду појавиле поново. То су идеје као што је рад на серијским снимцима сродних или контрастних предмета, која ће одражавати сврху уметности. С напретком његовог рада, он је направио мноштво самопортрета. Већ 1884. у Нуенену он је радио на серији која је требало да украси трпезарију једног пријатеља у Ајндховену. Слично томе у Арлсу, пролећа 1888 он је организовао своје Цветајуће воћњаке у триптихе, почевши временску серију слика која је постала део Ролингове породичне серије, и коначно, кад се Гоген сложио да ради и живи у Арлсу раме уз раме са Ван Гогом, он је почео рад на Декорацији за жуту кућу, која је по неким гледиштима најамбициознији подухват који је он икад подузео. Највећи део његовог рада се бави разрадом и ревидирањем његових фундаменталних постава. У пролеће 1889, он је насликао још једну, мању групу воћњака. У једном писму брату из априла, он пише, "Ја иман 6 студија пролећа, две од којих су велики воћњаци. Има мало времена, јер су ови ефекти тако кратког даха."
Историчар уметности Алберт Бојм сматра да је Ван Гог – чак и у привидно фантастичним композицијама попут Звездане ноћи – базирао свој рад на реалности. Бела кућа у ноћи, приказује кућу у сутону са проминентном звездом окруженом жутим ореолом на небу. Астрономи са Југозападног тексашког државног института у Сан Маркосу су прорачунали да је та звезда Венера, која је била светла на вечерњем небу јуна 1890. кад се претпоставља да је Ван Гог направио слику.

### Аутопортрети
Ван Гог је креирао многе самопортрете током свог живота. Он је био плодан самопортретиста, који је цртао и сликао самог себе више од 43 пута између 1886 и 1889. У њима је поглед сликара ретко усмерен на гледаоца; чак и када је то фиксни поглед, он изгледа као да гледа негде другде. Слике варирају у интензитету и боји и неке приказују уметника са брадом, неке без браде, неке са завојима – приказујући епизоду у којој је одсекао део свог уха. Семопортрет без браде, из касног септембра 1889, је једна од најскупљих слика свих времена, која је продата за 71,5 милиона америчких долара 1998. у Њујорку. У то време, она је била трећа (или са инфлацијским прилагођавањем четврта) најскупља слика икада продата. Она је такође Ван Гогов задњи самопортрет, који је дао својој мајци као рођендански поклон.
Сви самопортрети сликани у Сен-Ремиу приказују уметникову главу здесна, са стране насупрот његовог унакаженог ува, пошто је он сликао своју рефлексију у огледалу. Током задњих недеља свог живота у Овер сир Оазу, он је произвео мноштво слика, али међу њима нема самопортрета. То је период током кога се он вратио сликању природе.

## Утицај
Ван Гог је претходник читавог европског експресионизма по томе, што је страствено покушавао изразити у својим сликама оно што се не може изразити. Он је један од првих умјетника, који је деформисао природни облик, да би постигао што јачу и интензивнију изражајност. Сваки је његов аутопортрет део његове аутобиографије и у њима се одражава драма његове животне путање. Његов је утицај надасве велик у читавом светском сликарству. Оставио је велик опус (850 слика и више од 900 цртежа и акварела) разасут по многим галеријама Европе и Америке.
Његовим делом инспирисан је анимирани филм „С љубављу, Винсент”.

### Најпознатија дела
- Људи који једу кромпир (1885)
- Сунцокрети (1888)[45]
- Житно поље са чемпресима у Хо Галину у близини Ејгалијера Сен Реми (1889)
- Звездана ноћ (1889)
- Црвени виноград (1888)
- Кафана ноћу  (1888)
- Спаваћа соба у Арлу (1889)
- Аутопортрет  (1889)
- Портрет доктора Пола Гашеа  (1890)

### Ван Гогове најскупље слике
Слика из серије Сунцокрети је 30. марта 1987. продата је у Лондону јапанској заступници Јасуда компаније (Yasuda Comp.) за 24,75 милиона фунти. Исте године, 11. новембра је аустралијски бизнисмен Алан Бонд на аукцији у Њујорку купио слику Ириси за 53,9 милиона долара. Најскупља слика Винсента ван Гога икад продата је Портрет доктора Гашеа, за 82,5 милиона долара. Тиме се налази на 18. месту најскупље продатих слика икада, а од 15. маја 1990. године припада јапанском бизнисмену Риое Саито. Године 1993. слика Житно поље са чемпресима је продата је Валтеру Аненбергу, америчком издавачу, за 57 милиона долара. Дело Аутопортрет без браде је још једно у низу најскупљих слика овог уметника. Реч је о уметнини која је 19. новембра 1998. године продана је у Њујорку за 71,5 милиона америчких долара.Ван Гог је био геније
- Дана 30. марта 1987. године слика из серије Сунцокрети продана је у Лондону јапанском предузећу Yasuda Comp. за 24,75 милиона фунти.
- Дана 11. новембра 1987. године слику Ириси купио је аустралски бизнисмен Алан Бонд код Сотебија у Њујорку за 53,9 милиона долара.
- Дана 15. маја 1990. године слику Портрет Др. Гашеа купио је јапански бизнисмен Рјоеј Саито у Њујорку за 82,5 милиона долара.
- Године 1993, слика Житно поље са чемпресима продана је Валтеру Аненбергу, америчком издавачу за 57 милиона долара.
- Дана 19. новембра 1998. године слика Аутопортрет без браде (Portrait de l'artiste sans barbe) продана је у Њујорку за 71,5 милиона долара.